# Josef Manďák
Josef Manďák SDB (2. února 1924, Lukov – 21. září 2000, Brno), byl český (resp.moravský) katolický kněz, člen řádu salesiánů, perzekvovaný v době komunistického režimu.

## Životopis
Byl vysvěcen tajně biskupem Trochtou v Litoměřicích 8. dubna 1950, necelý týden před internací řeholníků. Pět dní po kněžském svěcení byl internován 5 měsíců v klášteře v Oseku a pak povolán k prezenční vojenské službě u PTP až do roku 1954. Potom pracoval v civilních zaměstnáních.  
V dubnu roku 1958 byl odsouzen na tři roky do vězení za kněžskou a salesiánskou činnost. Krajský soud v Uherském Hradišti ji totiž posoudil jako rozvracení republiky. 
V roce 1960 byl amnestován prezidentem republiky a pracoval opět v civilních zaměstnáních. Od srpna 1969 působil ve Starém Hobzí jako varhaník a učitel hudby. Po odchodu do důchodu v dubnu 1984 působil jako výpomocný duchovní v kostele sv. Leopolda u Milosrdných bratří v Brně. Rád vypomáhal podle svého zdravotního stavu zejména ve zpovědnici. V roce 1999 prodělal těžkou plicní chorobu. Po několikaměsíční hospitalizaci se mohl v listopadu téhož roku nastěhovat do salesiánského domu v Brně-Žabovřeskách. Pohřben je na Ústředním hřbitově v Brně. 